# Эрикссон, Феликс
Феликс Давид Виллиам Эрикссон (швед. Felix David William Eriksson; род. 21 мая 2004, Юнгбю) — шведский футболист, защитник клуба «Гётеборг».

## Клубная карьера
На молодёжном уровне выступал за «Гётеборг». С 2022 года начал привлекаться к тренировкам с основной командой клуба. 13 мая того же года подписал первый профессиональный контракт. 5 сентября дебютировал за основной состав клуба в чемпионате Швеции в игре с «Мьельбю», появившись на поле на 86-й минуте вместо Хуссейна Карнейля.

## Карьера в сборной
Выступал за юношеские сборные Швеции различных возрастов. В ноябре 2022 года дебютировал в сборной до 19 лет в товарищеском матче с Ирландией.

## Клубная статистика
| Выступление      | Выступление      | Выступление      | Лига | Лига | Кубки | Кубки | Конт. кубки | Конт. кубки | Итого | Итого |
| Клуб             | Лига             | Сезон            | Игры | Голы | Игры  | Голы  | Игры        | Голы        | Игры  | Голы  |
| ---------------- | ---------------- | ---------------- | ---- | ---- | ----- | ----- | ----------- | ----------- | ----- | ----- |
| Гётеборг         | Алльсвенскан     | 2022             | 1    | 0    | 0     | 0     | 0           | 0           | 1     | 0     |
| Гётеборг         | Итого            | Итого            | 1    | 0    | 0     | 0     | 0           | 0           | 1     | 0     |
| Всего за карьеру | Всего за карьеру | Всего за карьеру | 1    | 0    | 0     | 0     | 0           | 0           | 1     | 0     |